# Телти (Олбија-Темпио)
Телти (итал. Telti) је насеље у Италији у округу Сасари, региону Сардинија.
Према процени из 2011. у насељу је живело 1544 становника. Насеље се налази на надморској висини од 320 м.

## Становништво
Према резултатима пописа становништва 2011. у општини је живело 2.222 становника.
| 1931. | 1936. | 1951. | 1961. | 1971. | 1981. | 1991. | 2001. | 2011. |
| ----- | ----- | ----- | ----- | ----- | ----- | ----- | ----- | ----- |
| 1.372 | 1.453 | 1.691 | 1.850 | 1.616 | 1.809 | 1.922 | 1.969 | 2.222 |